# Poesiomat (Klatovy)
Poesiomat v Klatovech se nachází jihozápadně od náměstí Míru v parku za Černou věží.

## Historie
Poesiomat byl slavnostně odhalen 15. října 2016. O dramaturgii se postaral klatovský Hifi klub a jeho archiv, který uvedl dokonce jeden unikát - poselství a vzpomínku na Klatovy od Jaroslava Seiferta, kterou kdysi básník ve zvukové podobě Hifi klubu věnoval.